# Art fang

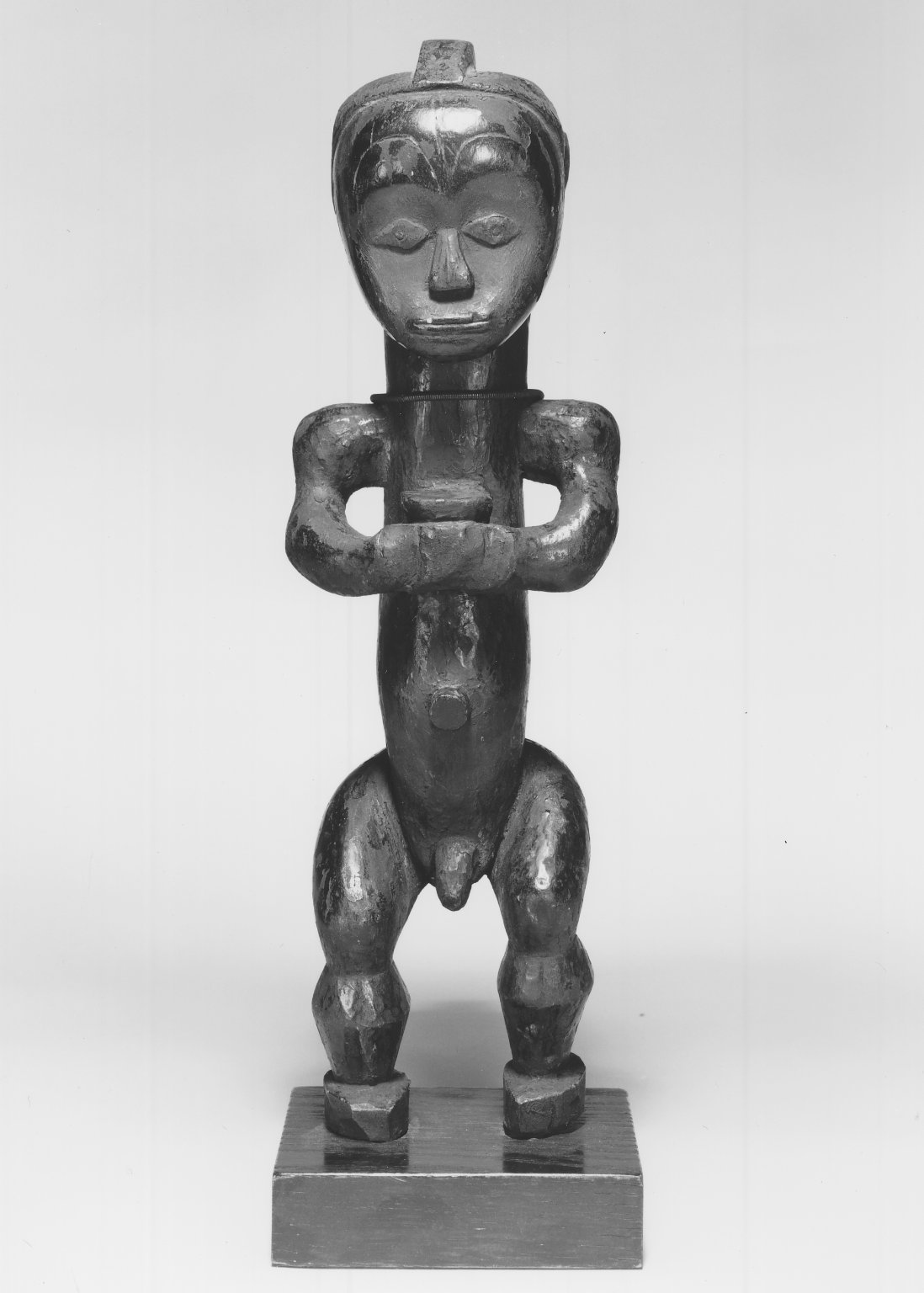
Eyema byeri

És conegut com a art fang, aquelles representacions artesanals artístiques pròpies de l'étnia fang. L'art fang és essencialment l'estatuària de culte dels avantpassats i les màscares de les societats iniciàtiques.
El tema únic de l'estatuària ritual dels fang és "l'avantpassat en meditació". Tots els objectes coneguts són personatges nus, homes o dones, amb cara pensarosa, amb els braços plegats al pit i un pot d'ofrena o un corn a les mans. L'estàtua es col·loca sobre un cofre reliquiari amb les restes de l'avantpassat.
L'estàtua de fusta té un nom propi igual que una persona viva, i és el símbol visual de la continuïtat i la perpetuació de llinatge o del clan. Aquestes figures o guardians de reliquiari, anomenades byeri o eyema byeri, són alhora objecte escultòric i creença, l'expressió visualitzada de la mediació necessària entre els vius i els morts. Jugaven un paper important en la iniciació dels joves, que després d'un aprenentatge al bosc i d'aprendre la genealogia del clan, visitaven els byeri i els ossos dels avantpassats. Aquestes pràctiques es van mantenir fins a mitjan segle xx.